# Katákolo
Katákolo (en griego Κατάκολο o Κατάκωλο) es una localidad costera de la prefectura de Élide, periferia de Grecia Occidental (Grecia). Actualmente es pedanía de Pirgos, ciudad a la que sirve de puerto. Su población censada en 2001 era de 601 habitantes.

## Geografía física

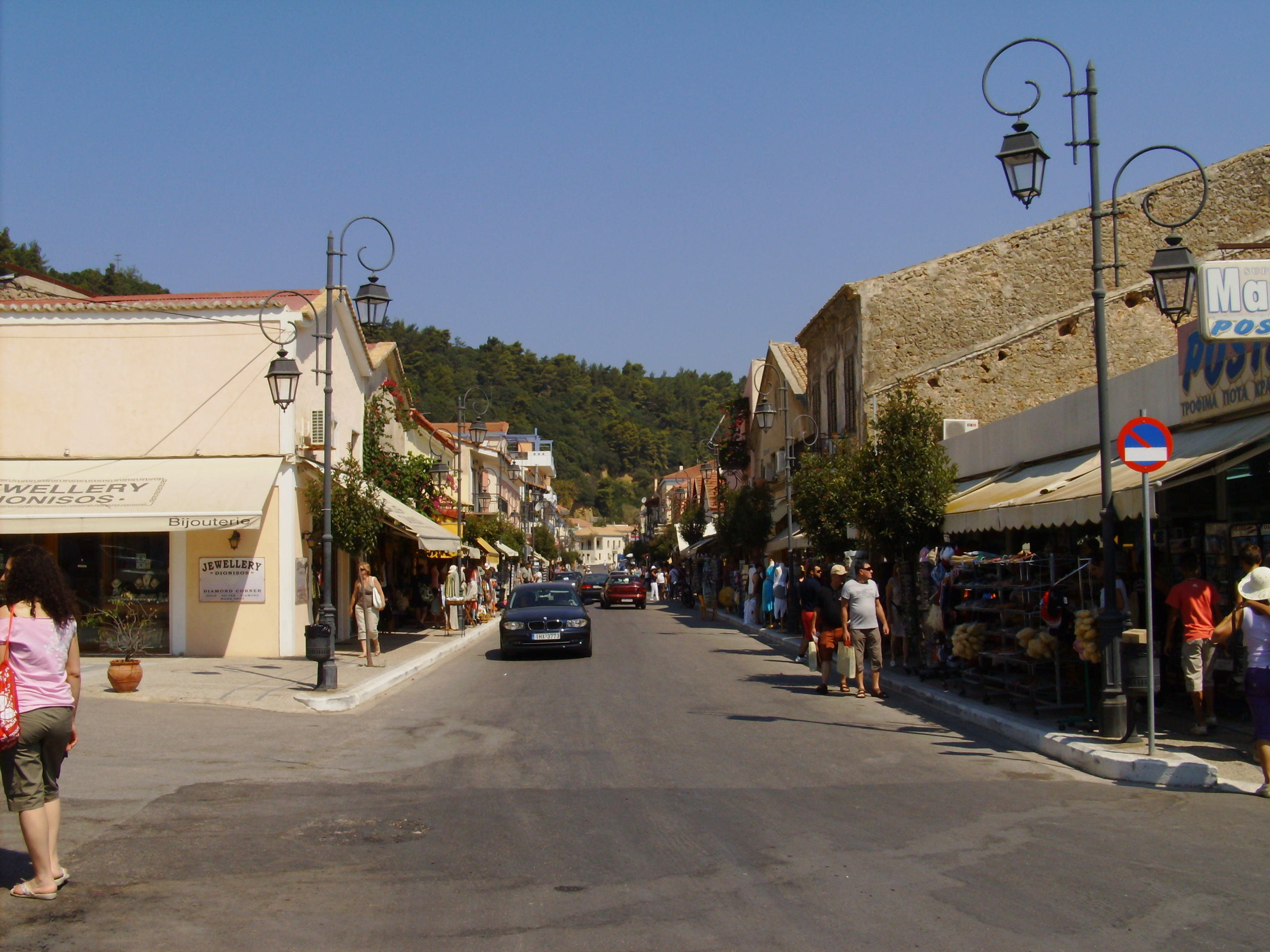
Calle principal.

Katákolo está situado en el cabo que cierra la bahía de Katákolo, a la cual se abre su puerto, que es artificial.

## Historia
En las cercanías de la localidad se situó el asentamiento de Fea, cuyo puerto cobró gran importante durante la guerra del Peloponeso. Dicho asentamiento quedó destruido en el siglo IV y desapareció bajo las aguas en el siglo VI a causa de un terremoto. Ya en época medieval la zona fue ocupada por los francos, que construyeron el castillo de Pontikókastro sobre la acrópolis de Fea, cuyos restos se hallan actualmente 5 m bajo las aguas.

## Economía

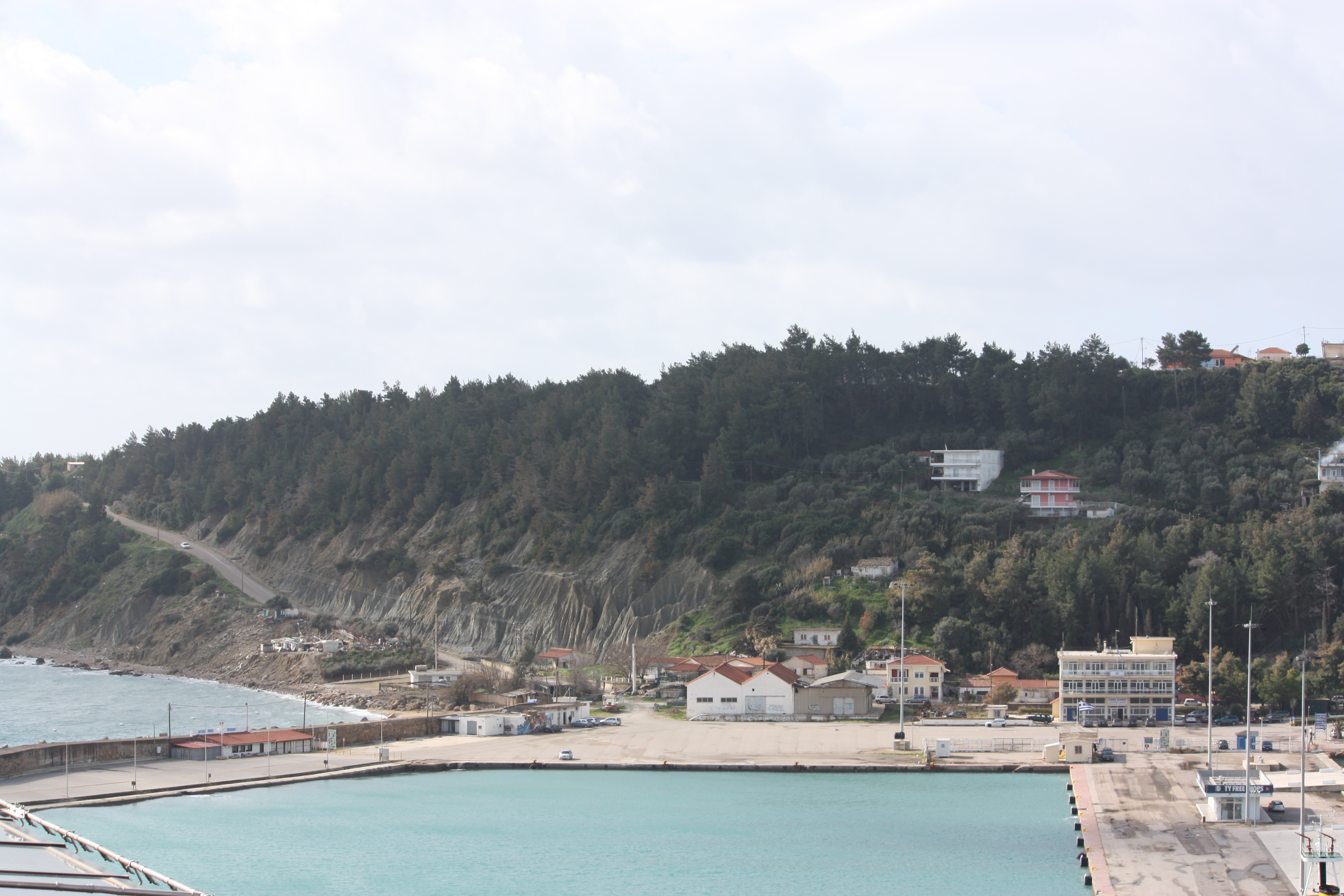
Puerto de Katákolo.

Fue un importante centro de exportación de pasas y otros productos. En la actualidad su puerto sigue activo, exportando sobre todo salsa de tomate.

## Transportes
Katákolo está conectado con Pirgos mediante carretera pavimentada y vía férrea. Su puerto, que sirve a dicha ciudad, cuenta con Autoridad Portuaria y Aduana. Es una parada frecuente de los cruceros que operan entre el mar Jónico y el mar Mediterráneo, ofreciendo la posibilidad de visitar la antigua Olimpia.

## Patrimonio
- Pontikókastro o Belvedere (Ποντικόκαστρο, Μπελβεντέρε): Se encuentra al noroeste de la localidad, sobre los restos de la acrópolis de la antigua Fea.[4]

## Cultura
- Museo de la Tecnología de la Antigua Grecia (Μουσείο Αρχαίας Ελληνικής Τεχνολογίας): Contiene más de 150 reconstrucciones de mecanismos e inventos de la Antigua Grecia que funcionan igual que sus originales.[6]